# خوجاوند (شهر)
خوجاوند (به ترکی آذربایجانی: Xocavənd)((به ارمنی: Մարտունի) مارتونی) شهری در استان مارتونی کشور جمهوری قره باغ است. جمعیت این شهر بر اساس سرشماری سال ۱۹۸۹ میلادی، ۶٫۹۹۸ نفر و بر اساس سرشماری سال ۲۰۰۸ میلادی، ۴٫۹۷۱ بوده‌است.